# Stříbřec
Stříbřec (en allemand : Silberlos) est une commune du district de Jindřichův Hradec, dans la région de Bohême-du-Sud, en République tchèque. Sa population s'élevait à 441 habitants en 2020.

## Géographie
Stříbřec se trouve à 16 km au sud-ouest du centre de Jindřichův Hradec, à 30 km à l'est-nord-est de České Budějovice et à 121 km au sud-sud-est de Prague.
La commune est limitée par Pístina au nord, par Příbraz au nord-est, par Chlum u Třeboně au sud-est et au sud, et par Třeboň et Novosedly nad Nežárkou à l'ouest.

## Histoire
La première mention écrite du village date de 1415.

## Administration
La commune se compose de trois quartiers :
- Libořezy
- Mníšek
- Stříbřec

## Source
- (cs) Cet article est partiellement ou en totalité issu de l’article de Wikipédia en tchèque intitulé « Stříbřec » (voir la liste des auteurs).